# Annemarii Bendi
Annemarii Bendi, född 29 mars 2001 i Sangaste, är en estländsk backhoppare och utövare av nordisk kombination. Hon tävlar för klubben EH Pohjakotkas, baserad i Võru.

## Karriär
Bendi började idrotta 2009 under ledning av Olev Roots, och senare har hennes tränare även varit Tambet Pikkor, Andrus Ilves, Karl-August Tiirmaa och Silver Eljand. Hon satsar främst på nordisk kombination över backhoppningen. Bendi är flerfaldig estländsk mästare i båda disciplinerna och har tagit medaljer sedan 2016.
Bendis bästa resultat inom nordisk kombination är en sextonde plats i nordisk kombination på junior-VM 2019 i Lahtis. Bendi lyckades ta en 11:e plats i kontinentalcupen på hemmaplan i Otepää och två segrar på Nordiska mästerskapen 2019. Den 17 februari 2019 tog hon sin hittills bästa placering i kontinentalcupen, en sjunde plats i norska Mo i Rana.
Hennes plan var att satsa mot Olympiska vinterspelen 2026 men efter besvikelsen över att nordisk kombination för damer inte kom med på programmet så satsar hon istället främst mot Världsmästerskapen i nordisk skidsport 2027 i Falun.
I backhoppning så debuterade hon internationellt 2016 och deltog i European Youth Olympic Festival 2017 i turkiska Erzurum. Hennes bästa placering i FIS-cupen är en elfte plats från Falun den 17 mars 2018. Den 30 januari 2021 debuterade hon i världscupen i backhoppning i slovenska Ljubno ob Savinji; hon tog sig inte vidare till finalen.
Bendi är ensam kvinna i sitt landslag. Hennes tidigare landslagskamrat Triinu Hausenberg valde att lägga av.
Officiellt är hennes personbästa 94 meter i tävling, men då räknas bara tävlingshopp.